# Topolò
Topolò (Topolovo in sloveno, Topoluove in dialetto sloveno locale e Topolove nella forma di compromesso adottata per la segnaletica stradale) è la frazione più popolosa del comune di Grimacco.

## Geografia fisica

Topolò in una cartolina degli inizi del Novecento

Il paese di Topolò è ubicato nell'estrema parte orientale della provincia di Udine, a poca distanza dal confine con la repubblica di Slovenia.
Venne citato in un documento del 1275 come facente parte dei fondi di Conone e Volrico di Mumigliano.
La frazione è costruita su un ripido pendio a 580 metri s.l.m. ed è situata tra i monti San Martino e Colovrat; nei suoi pressi scorrono i torrenti Za Velin Čelan, Patok e Za Traunim che, nel corso dei millenni, hanno scavato la valle del Codariana. Il paese era collegato con il fondovalle solo con sentieri e mulattiere fino al 1953, quando venne inaugurata l'attuale strada comunale che lo mette in comunicazione con il capoluogo di Clodig e quindi con la provinciale che conduce alla pianura friulana. I vecchi sentieri fanno attualmente parte integrante del Sentiero Italia identificato con il segnavia CAI numero 746 (che procede verso il comune di Drenchia) e del sentiero A.V. Valli del Natisone numero 745 (indirizzato verso il comune di Savogna).
Il toponimo di Topoluove deriva da "pioppo" (topol in sloveno e tapù in dialetto sloveno locale) ed indica un terreno ricco di alberi di pioppo/pioppeto.

## Società

### Evoluzione demografica
L'abitato di Topolò ha subìto, come gli altri paesi delle Valli del Natisone, un forte processo di spopolamento, iniziato verso la fine dell'Ottocento e proseguito con intensità maggiore dopo la metà del XX secolo, dovuto in parte a motivi comuni a tutte le zone montuose italiane, ed in parte a motivi particolari legati alla durezza di vita conseguente alla vicina cortina di ferro (il confine italo-jugoslavo). La popolazione maschile cominciò ad emigrare in massa dapprima verso l'estero ed in particolare verso la Germania, il Belgio, l'Australia e le Americhe e, successivamente, verso le altre Regioni italiane e la pianura friulana che offrivano migliori prospettive di lavoro. Le ragazze si sparsero per l'Europa dove lavorarono come collaboratrici familiari (dikle in dialetto locale). Gli abitanti nel 1891 erano composti da 490 unità, scese a 243 nel 1900, a 296 nel 1908, a 264 nel 1961 e ridotte, infine, a 36 (16 maschi e 20 femmine) nel dicembre del 2007.

## Luoghi di interesse
- La frazione è caratterizzata dalle costruzioni in pietra tipiche dell'architettura della Slavia veneta, con case realizzate con pianta rettangolare e contraddistinte da ballatoi in legno e scale esterne. Molte case sono state restaurate grazie a finanziamenti dell'Unione europea e costituiscono un modello di "albergo diffuso". Tra gli edifici rurali sono ancora visibili diverse costruzioni, in pietre e legno, chiamate "kozolec", che erano adibite alla custodia degli attrezzi impiegati per la coltivazione dei campi ed all'essiccazione del fieno e dei prodotti agricoli.
Il paese di Topolò è stato segnalato dal periodico tedesco dedicato al turismo GEO Saison come uno dei dieci borghi più belli d'Italia.[7][8]
- La chiesa di San Michele fu realizzata nel 1847 dagli abitanti del paese senza alcun contributo esterno, impiegando materiale lapideo estratto da cave locali. Sulla facciata è presente un mosaico raffigurante San Cristoforo[9]; all'interno sono ubicati tre altari dedicati, il maggiore, a San Michele ed i due laterali rispettivamente a San Giuseppe ed alla Santa Vergine. Sulla parete sinistra, una grande pala in terracotta raffigurante la Natività, opera realizzata nel 2006 dallo scultore Isidoro Dal Col. Affreschi della chiesa eseguiti dal pittore friulano Antonio Gentilini.
- Nel sentiero che conduce al vicino paese sloveno di Livek (Luico) vi sono dodici installazioni di artisti di diverse nazionalità.
- Nella passeggiata lungo il torrente Codariana[10] è presente la forra del "Velik Suopota", contraddistinta da due cascate con pareti verticali scavate nella roccia dalla corrente del ruscello. Al termine del canalone è presente la cascata, di minori dimensioni denominata "Mali Suopota". Più a monte, lungo la riva sinistra, sono inoltre visibili i resti, ancora discretamente conservati nelle murature di un vecchio mulino e della relativa casa padronale[11][12]. Il complesso, in funzione fino al 1956, ha subito notevoli danni a causa del terremoto che colpì il Friuli nel 1976[13].

## Cultura

### Manifestazioni
- A fine settembre ha luogo la festa patronale in onore di San Michele. Consiste in una caratteristica sagra paesana con riti religiosi e degustazione di dolci tipici.

### Pubblicazioni
- Mario Gariup, Renzo Gariup e Renzo Rucli, Topolò-Topolove, Cooperativa Lipa editrice, San Pietro al Natisone: Racconti sulle origini del paese (a cura del Circolo Culturale Rečan);
- Renzo Rucli, KOZOLEC Storia e caratteristiche costruttive dell'edificio rurale chiamato kozolec, Cooperativa Lipa editrice, San Pietro al Natisone;
- Enzo Pascolo, Caratteri dell'architettura popolare nella slavia friulana, Centro Studi Nediža, San Pietro al Natisone;
- Michela Gus, La storia dei mulini di Drenchia e Grimacco, editrice Juliagraf, Premariacco (UD), 2013, (pubblicazione della Regione Autonoma Friuli Venezia Giulia curata dal Circolo culturale J. Stellini di Grimacco).

## Nella cultura di massa
Nel 2013 il paese è stato utilizzato per le riprese del film horror Oltre il guado diretto da Lorenzo Bianchini e presentato alla 59ª edizione del Taormina FilmFest.